# Dom invalida u Parizu
Dom invalida (fra. Hôtel des Invalides), poznat i kao Les Invalides, je kompleks baroknih zgrada u 7. pariškom okrugu koji se sastoji od muzeja i spomenika koji se odnose na francusku vojnu i ratnu povijest. U njemu se također nalaze bolnica i dom za umirovljene veterane, koji je bio izvorni cilj izgradnje i po čemu je nazvan. U zgradama se nalaze brojni muzeji kao što su: Musée de l'Armée (Vojni muzej Francuske Vojske), Musée des Plans-Reliefs (Muzej reljefnih planova) i Musée d'Histoire Contemporaine (Muzej suvremene povijesti), kao i Dome des Invalides, velika crkva s grobnicama nekih francuskih ratnih junaka, među kojima se nalazi i grobnica Napoleona Bonaparte. U kompleksu se i danas nalaze nacionalnih institucija vojnih invalida, kao što je starački dom, medicinski i kirurški centar i centar za izvanjske medicinske konsultacije.
| Tlocrt Doma invalida | |
| Kupola invalida Katedrala sv. Luje od invalida Musée de l'Armée Muzej reljefa Muzej reda oslobođenja                                                                                         | Nacionalni dom invalida Uprava invalida Vojni guverner Pariza Ured Reda oslobođenja Ured veterana i ratnih invalida                                                              |
| - 1. Cour d'honneur - 2. Cour d'Angoulème - 3. Cour d'Austerlitz - 4. Cour de la Victoire - 5. Cour de la Valeur - 6. Cour de Mars - 7. Cour de Toulon - 8. Cour de Nismes - 9. Cour de Metz | - 10. Cour de l'Infirmerie - 11. Cour d'Oran - 12. Cour de la Paix - 13. Cour d'Arles - 14. Cour d'Alger - 15. Cour Saint-Louis - 16. Cour Saint-Joseph - 17. Cour Saint-Jacques |

## Povijest
Luj XIV., kralj Francuske, je poput svojih prethodnika želio pružiti pomoć starim i bolesnim vojnicima svoje vojske; tako da „oni koji su izložili svoje živote i oplemenili svoju krv za obranu monarhije provedu ostatak dana u miru”, kaže kraljevski dekret od 12. ožujka 1670. godine. U početku je planiran samo određeni broj vojarni, no kralj Luj XIV. izabrao je projekt arhitekta Liberala Bruanta koji se sastojao od velike impresivne zgrade s kraljevskim dvorištem i crkvom. Izgradnju doma kralj je naredio 24. studenog 1670., a za arhitekta je odabran Libéral Bruant, kojemu je zbog dobi pomagao mlađi Jules Hardouin-Mansart. Odabrano mjesto za gradnju projekta bilo je u tadašnjoj prigradskoj ravnici Grenelle. Zgrada je izgrađena u cijelosti u baroknom stilu, a dovršena je 1679. godine. Osim crkve, Hotel des Invalides uključuje tvornicu (izrada uniforma i tiskara), hospicija (dom za umirovljenike) i vojnu bolnicu. Početne radionice brzo su napuštene kako bi se stvorile dodatne prostorije. 
U vrijeme kad je prošireni projekt završen 1676. godine, vojni kompleks je bio 390 metara dugačak i 450 metara širok, a kompleks se sastojao od petnaest dvorišta, od kojih je najveći Cour d'honneur („Trg časti”) za vojne povorke. Branitelji su tražili da se napravi i kapela. Jules Hardouin-Mansart pomagao je starcu Bruantu i kapelica je završena 1679. godine, prema Bruantovim nacrtima ali nakon njegove smrti. Ova kapela je bila poznata kao Église Saint-Louis des Invalides („Crkva sv. Luje od invalida”), a svakodnevno je držana služba za brojne prisutne veterane. 
Zbog svog položaja i značaja, Les Invalides je služila kao pozornica nekoliko ključnih događaja u francuskoj povijesti. Dana 14. srpnja 1789. na nju su jurišali ustanici Francuske revolucije koji su iz njezinih podruma prigrabili muškete koje su netom kasnije korištene za pohod na Bastillu. Na zahtjev kralja Luje Filipa ostaci Napoleona preneseni su 1840. godine u Pariz i pokopani u Domu Invalida gdje se i danas nalaze. Također, neslavna degradacija časnika Alfreda Dreyfusa odigrala se u dvorištu ispred glavne zgrade Doma invalida 1894. godine, ali i njegova rehabilitacija na Trgu časti 1906. godine (Afera Dreyfus).
Svoju izvornu funkciju kompleks je zadržao sve do početka 20. stoljeća kada se postupno počeo pretvarati u muzej. God. 1905. ujedinjene su prije osnovani Muzej topništva (Musée d'artillerie, 1872.) i Povijesni muzej vojske (Musée historique des armées, 1896.) u Vojni muzej Francuske Vojske (Musée de l'armée). U isto vrijeme su malobrojni veterani smješteni u nekoliko staračkih domova u okolici. Naime, broj veterana se u to vrijeme jako smanjio jer je bilo vrlo malo vojnika koji su služili više od 20 godina u Francuskoj vojsci, a što je bio uvjet za primanje u Dom.

## Dôme des Invalides
Kraljevska kapela invalida je velika crkva u središtu kompleksa, visoka 107 m.
Naime, ubrzo nakon što je završena kapela veterana, Luj XIV. zapovjedio je Mansartu da izgradi zasebnu privatnu kraljevsku kapelicu, nazvanu Église du Dome („Kapelica s kupolom”), koje je završena 1708. godine. Na taj način, Mansart je izgradio objekt u kojemu su kralj i njegova pratnja mogli istovremeno pohoditi misu s veteranima iz doma, ali tako što bi, prema dvorskom redu, ulazili posebnim ulazima. Ova podjela je još više naglašena izgradnjom Napoleonove grobnice koja je sa svoja dva nova oltara i staklenom pregradom odvojena od ostatka crkve.
Kupola invalida je inspirirana Bazilikom sv. Petra, a njezina izvorna kupola se smatra trijumfom francuske barokne arhitekture. Naime, Mansart je uspio podići tambur kupole dvojnim parovima stupova u kompliciranom ritmu glavne teme. Dizajn je plastički jako napet i bogat, ali odmjeren i dosljedan do kraja, stvarajući dominantnu vertikalu koja završava rebrastom polusfernom kupolom koja je smještena u središtu građevine tako da dominira Trgom časti.

## Poveznice
- Barokna arhitektura

### Zajednički poslužitelj
|  | Zajednički poslužitelj ima stranicu o temi Dom invalida    |
|  | Zajednički poslužitelj ima još gradiva o temi Dom invalida |

## Vanjske poveznice
- (fr.) Službena stranica muzeja